# ماکسیم ترانکوف
ماکسیم ترانکوف (روسی: Макси́м Леони́дович Транько́в؛ زادهٔ ۷ اکتبر ۱۹۸۳) اسکیت‌باز نمایشی اهل روسیه است.